# Байбородов Іван Петрович
Байборо́дов Іва́н Петро́вич (29 жовтня 1903, село Сардан, Можгинський район — 29 травня, 1951, село Можга) — розвідник, учасник Другої світової війни. Повний кавалер ордена Слави.
У Другій світовій війні з 1941 року. Був старшиною гвардії, розвідником, командиром відділення 23-ї окремої гвардійської розвідувальної роти 27-ї гвардійської стрілецької дивізії 8-ї гвардійської армії. За успішну розвідку сил противника при звільненні міста Запоріжжя, за відвагу у Нікопольсько-Криворізькій операції, за успішне форсування Західного Бугу нагороджений орденом Слави III ступеня.
На чолі розвідувальної групи 13 лютого 1945 року в місті Познань проникнув у тил противника з розвідувальною метою, захопив контрольного полоненого. 19 лютого 1945 року в складі групи з 15 розвідників відбив контратаку батальйону піхоти до 300 німців, особисто знищив 9 та 13 взяв у полон. 17 березня 1945 року нагороджений орденом Слави II ступеня. 
На підступах до Берліна 18 квітня 1945 року на чолі розвідувальної групи біля міста Фрідріхсгафен знайшов обхідний шлях та вивів 2 стрілецьких полки у фланг німецької оборони, забезпечив успішний наступ піхоти. У бою за Фрідріхсхафен особисто знищив 13 солдатів противника. Нагороджений орденом Слави I ступеня 15 травня 1946 року, декількома медалями.
Після війни працював в Можгинському та Красногорському районних комітетах ВКП(б). Був заступником директора Можгинського лісового промислового господарства.